# Soffitte (Theater)
Eine Soffitte (frz. soffite, it. soffitta „das darunter Befestigte“) ist in der Bühnentechnik eine im gerade noch sichtbaren oberen Bereich der Bühne aufgehängte Deckenkulisse. 
Die Soffitte oder Soffittenstaffel besteht aus einer beziehungsweise mehreren parallel zur Rampe aufgehängten Stoffbahnen, die meistens aus schwarzem Samt oder Molton gefertigt sind, aber auch farbig, bemalt oder ornamentiert sein können. Zusammen mit senkrecht hängenden Seitenkulissen, den sogenannten „Schals“ oder „Schenkeln“, nimmt sie die Gestalt eines Rahmens an. Mehrere hintereinander angeordnete Rahmen bilden dazwischenliegende „Gassen“.  
Die Soffitte verhindert die Einsicht in die Obermaschinerie (Schnürboden). Durch die Art ihrer Aufhängung oder Bewegung gestattet sie die optische Vertiefung der Perspektive und die Erzielung verschiedener anderer Bühneneffekte.  

## Einzelbelege
1. ↑  Klaus Weimar (Hrsg.), Harald Fricke, Klaus Grubmüller, Jan-Dirk Müller: Reallexikon der deutschen Literaturwissenschaft W. de Gruyter, 1997, S. 275, ISBN 978-3-11-010896-5